# 니콜 다 실바
니콜 다 실바(Nicole da Silva, 1981년 9월 18일 ~ )는 오스트레일리아의 배우이다.